# Social Construction of Technology
Die Social Construction of Technology (kurz: SCOT) ist eine Spielart des Sozialkonstruktivismus, die sich mit Technikgenese, also der Entstehung von Techniken befasst. SCOT baut auf dem Strong Programme der Wissenschaftssoziologie und -geschichte auf, das unter anderem von David Bloor und Harry Collins vertreten wurde und von der SCOT auf Technologie ausgeweitet wurde. Die Theorie kam in den 1980er Jahren auf und lieferte wichtige Beiträge zur Fortentwicklung der sozialwissenschaftlichen Technikforschung, vor allem in Auseinandersetzung mit der zeitgleich aufkommenden Akteur-Netzwerk-Theorie. Bekannte Vertreter sind  Trevor Pinch und Wiebe E. Bijker.

## Grundannahme
Jede Technikentwicklung wird als ein sozialer Prozess aufgefasst. Das heißt: Für Entwicklung und Erfolg einer Technik sind weniger technische oder ingenieurmäßige Prinzipien (z. B.: gute Konstruktion oder Haltbarkeit) entscheidend, sondern eher soziale Prozesse (z. B.: Bedeutungszuschreibungen oder Gruppendynamik).

## Grundbegriffe
Jede Technik, so die Kernannahme von SCOT, ist sozial konstruiert. Konstruiert wird sie in einem kontroversen Zusammenspiel relevanter sozialer Gruppen, die die künftige Technik als Lösung eines Problems sehen. Sowohl Interessen als auch Probleme sind von Gruppe zu Gruppe unterschiedlich. Dementsprechend haben die verschiedenen Gruppen auch verschiedene Vorstellungen von der entstehenden Technik, sie ordnen ihr verschiedene Bedeutungen zu. Das ist entscheidend, weil es von exakt diesen gruppenspezifischen Bedeutungen abhängt, ob und von wem die fertige Technik als funktionierend oder als Fehlschlag gesehen wird.
Ist es überhaupt noch sinnvoll, von einem Gegenstand zu sprechen, wenn dieser in gewünschter Form, Funktion und Bedeutung variiert – je nachdem, wen man fragt? Sozialkonstruktivistisch gesehen nicht, stattdessen geht man vom Pluralism of Artifacts (Vielfalt der Dinge) aus.
Möglich wird solche Vielfalt durch die grundsätzliche Vieldeutigkeit der Dinge, die sie nicht nur interpretationsfähig, sondern sogar interpretationsbedürftig macht – sie sind interpretativ flexibel. Diese Flexibilität der Dinge bildet das Einfallstor für nichttechnische Einflüsse (z. B.: Politik, Religion, Kultur), die in SCOT als wider context (erweiterter Kontext) bezeichnet werden. In diesem Zusammenhang erscheint es wieder sinnvoll, auch „magische Techniken“ anzunehmen, wie es der Anthropologe Arnold Gehlen bereits in den 1940er Jahren getan hat.
Technikentwicklung erscheint dann als eine strittige Auseinandersetzung (vgl. auch Figuration), in der unterschiedliche Einflüsse des wider context miteinander konkurrieren. Dabei schwindet die interpretative Flexibilität allmählich, der Gegenstand gewinnt in einem evolutionsähnlichen Prozess von Variation und Selektion an Eindeutigkeit. Am Ende hat sich die anfängliche Vieldeutigkeit und Vielgestaltigkeit des entstehenden auf ein 'überlebenden' Gegenstand reduziert. Die Debatte wird geschlossen (vgl. dazu die Wissenssoziologie).
Die Argumente, die zur Schließung führen, müssen dabei keinesfalls technisch, gut oder auch nur richtig sein. Auch ob die Technik das Problem tatsächlich löst oder nicht, ist keine Frage von so etwas wie „technischer Rationalität“, sondern Glaubenssache: Entscheidend ist nach SCOT einfach, ob die Betroffenen glauben, dass ihr Problem gelöst sei. Und wer seinen Glauben als den 'richtigen' durchsetzt, ist eine Machtfrage. „Technik“ erscheint damit als durch und durch sozial, mit einer Formulierung der Techniksoziologie als eine „Sozialbeziehung“, und in der Systemtheorie sogar als kontingent.

## Ein Anwendungsbeispiel
… ist die Geschichte des luftgefüllten Fahrradreifens, wie von Bijker (1995) geschildert: Der Erfinder John Boyd Dunlop habe ihn ursprünglich als „antivibration device“ (Federung) zur Komfortsteigerung konzipiert. Als solcher habe er zwar technisch, nicht aber sozial funktioniert – weil Radfahren von der damals dominanten Gruppe der „young men of means and nerve“ (risikofreudige junge Männer), als Risikosportart verstanden wurde (wider context: Kultur). Komfortablere, also leichter zu handhabende Sportgeräte seien prestigemindernd gewesen.
Erst als Fahrer mit Luftreifen ihren Konkurrenten der 'harten Schule' bei Rennen davonfuhren, habe sich das geändert, weil der 'Komfortreifen' jetzt zur „highspeed device“ (Hochgeschwindigkeitsmittel) umgedeutet worden sei (die interpretative flexibility). Historiker, die sich mit der Geschichte des Fahrrads auseinandergesetzt haben, widersprechen dieser Darstellung Bijkers allerdings in entscheidenden Punkten. So habe etwa Dunlop den Luftreifen von Anfang an auch als Beschleunigungsmittel konzipiert und dies auch so in seinem Patent vermerkt.

## Ein Anwendungsproblem
… ist die Identifizierung relevanter sozialer Gruppen. „Relevant“ sollte idealerweise im Sinne von „beteiligt“ oder sogar „betroffen“ begriffen werden. Tatsächlich ist es aber unausweichlich, dass selbst aus dem „beteiligt“ bei der empirischen Arbeit unversehens eine (einflussreiche oder einflussarme) Macht wird. Dann entsteht das notorische 'SCOT-Problem' der fehlenden Gruppen (vgl. die Kritik von Winner 1993). Das sind Gruppen, die zwar ihre Stimme erhoben hatten, aber mangels merklicher Macht kein Gehör fanden und dementsprechend empirisch ausgesprochen schwer aufzuspüren sind. Hoffnung für die Zukunft macht da allenfalls das Internet mit seiner fast schon anarchisch niedrigen Zugangsschwelle.